# Parbattia arisana
Parbattia arisana là một loài bướm đêm trong họ Crambidae.